# Iso Vehkaluoto
Iso Vehkaluoto med Vähä Vehkaluoto är en ö i Finland. Den ligger i Skärgårdshavet och i kommunen Nådendal i den ekonomiska regionen  Åbo ekonomiska region i landskapet Egentliga Finland, i den sydvästra delen av landet. Ön ligger omkring 27 kilometer väster om Åbo och omkring 170 kilometer väster om Helsingfors.
Öns area är 9,3 hektar och dess största längd är 0,6 kilometer i sydväst-nordöstlig riktning. Ön höjer sig omkring 15 meter över havsytan.

## Sammansmälta delöar
- Iso Vehkaluoto 60°21′51″N 21°47′56″Ö / 60.36429°N 21.79876°Ö
- Vähä Vehkaluoto 60°21′43″N 21°47′38″Ö / 60.36192°N 21.79387°Ö

## Klimat
Inlandsklimat råder i trakten. Årsmedeltemperaturen i trakten är 5 °C. Den varmaste månaden är augusti, då medeltemperaturen är 18 °C, och den kallaste är januari, med −6 °C.